# Gourretia barracudea
Gourretia barracudea är en kräftdjursart som beskrevs av Le Loeuff och Andre Intes 1974. Gourretia barracudea ingår i släktet Gourretia och familjen Ctenochelidae. Inga underarter finns listade i Catalogue of Life.